# Manuel Serifo Nhamadjo
Manuel Serifo Nhamadjo (Bissau, 25 de março de 1958 – Lisboa, 17 de março de 2020) foi um político de Guiné-Bissau, dissidente do Partido Africano da Independência da Guiné e Cabo Verde (PAIGC). Foi presidente do seu país, de 2012 até 2014.
Concorreu às Eleições presidenciais na Guiné-Bissau em 2012, obtendo 15,75% dos votos na primeira volta.
Foi vice-presidente do parlamento até ao golpe de Estado de 12 de abril e assumiu o cargo de Presidente em 11 de maio de 2012.
Morreu no dia 17 de março de 2020.